# Tribun News
Tribun News – indonezyjski portal informacyjny. Stanowi część sieci Tribun Network, należącej do grupy Kompas Gramedia. Funkcjonuje pod auspicjami spółki zależnej PT Tribun Digital Online, a swoją siedzibę ma w Dżakarcie. Znajduje się wśród najczęściej odwiedzanych witryn internetowych w kraju oraz jest jednym z najchętniej czytanych lokalnych mediów cyfrowych.
Serwis został uruchomiony w 2010 roku, a według danych z 2018 roku w ciągu miesiąca odwiedza go 183,2 mln użytkowników.
W listopadzie 2020 r. portal był trzecią witryną WWW w kraju pod względem popularności, zajmując 49. miejsce w rankingu najczęściej odwiedzanych stron internetowych na świecie (na podstawie danych Alexa Internet).
Serwis ma swoją aplikację mobilną, dostępną na telefony z systemem Android. Z portalem powiązana jest również gazeta w formie drukowanej – Koran Tribun, ukazująca się w ramach tej samej sieci Tribun Network. Ponadto wydania Koran Tribun są publikowane przez serwis w postaci elektronicznej.